# Tercera Federación (Grupo XII)
El Grupo XII de Tercera Federación es uno de los que conforman actualmente la categoría y la zona que abarca corresponde a la comunidad autónoma de Canarias.
El Grupo XII es el heredero de su homónimo desde 2021 del Grupo XII de Tercera División, que se creó en el año 1980.

## Historia

### Época preautonómica
El Grupo XII de Tercera División se fundó por primera vez en 1946, aunque tuvo una duración muy breve ya que desapareció en 1947 al ser esta una época en la que la categoría variaba continuamente su estructura y el número de grupos que la conformaban. Durante este primer periodo participaron en él conjuntos de las provincias de Almería, Cádiz (incluida Ceuta), Granada y Málaga (incluida Melilla) y del Protectorado Español de Marruecos.
En 1954 volvió a aparecer ya que se amplió de 8 a 16 los grupos que formaban parte de la categoría y su duración fue mayor que en el periodo anterior, aunque las zonas que abarcó durante estos años cambió continuamente. Su segundo periodo comprendió entre 1954 y 1956 y la zona que abarcó fueron las provincias de Almería, Granada, Jaén, Málaga (excepto Melilla) y parte de la de Córdoba. 
Se produjo un intercambio de equipos con los del Grupo XI en 1956, a excepción de la provincia cordobesa que se mantuvo en este último. Se inició un tercer periodo en ese año que duró hasta 1968 y sus participantes fueron los equipos de las provincias de Cádiz, Huelva y Sevilla, aunque en algunas campañas estuvieron participando conjuntos del Campo de Gibraltar y Ceuta de la provincia gaditana y del este y del oeste de la provincia sevillana en otros grupos. En 1968 el grupo volvió a desaparecer al reducirse a ocho los grupos de la categoría.
Aunque se hayan indicado las áreas que correspondían en cada temporada, se debe considerar que durante toda la época preautonómica estas no eran estrictas por lo que existían numerosas excepciones en las que determinados clubes preferían competir en unos grupos o en otros basándose en la cercanía de su localidad con la de otros equipos y no en los límites administrativos.

### Época autonómica
En 1980 se refundó el Grupo XII debido a la gran reestructuración que se comenzó a llevar a cabo para adaptar la Tercera División a la nueva organización territorial de España que se inició en aquellos años, con el objetivo que cada grupo de la categoría tuviese un carácter autonómico. La zona que le correspondió fue la comunidad autónoma de Canarias y continúa en ella hasta 2021. En 2021 por parte de una remodelación de las categorías no profesionales por parte de la RFEF a causa de la pandemia de coronavirus, el grupo canario pasa a ser el quinto nivel del Sistema de ligas de fútbol de España bajo el nombre de Tercera División RFEF - Grupo XII.

## Sistema de competición
El Grupo XII de Tercera División RFEF suele estar integrado por 17 clubes.
El sistema de competición es el mismo que en el resto de categorías de la Liga. Se disputa anualmente, empezando a finales del mes de agosto o principios de septiembre, y concluye en el mes de mayo o junio del siguiente año.
Los equipos del grupo se enfrentan todos contra todos en dos ocasiones, una en campo propio y otra en campo contrario. El orden de los encuentros se decide por sorteo antes de empezar la competición. El ganador de un partido obtiene tres puntos, el perdedor no suma ninguno y, en caso de un empate, se reparte un punto para cada equipo.
Al término de la temporada, el primer clasificado (excluyendo a los equipos filiales) se clasifica para disputar la siguiente edición de la Copa del Rey.

### Ascenso a Segunda División RFEF
Una vez finalizada la temporada regular, el primer clasificado se proclama campeón y asciende directamente a Segunda División RFEF, mientras que los clasificados entre el segundo y el quinto lugar disputan un playoff territorial para decidir una plaza que da acceso a la Promoción de ascenso a Segunda División RFEF. Esta promoción consta de una ronda de eliminación directa en la que el vencedor asciende de categoría.

### Descenso a Preferente Autónomica
Al término de la temporada los tres últimos clasificados descienden directamente a Interins. Pref. Las Palmas o Interins. Pref. Tenerife. Existe la posibilidad de que desciendan además tantos equipos a Interins. Pref. Las Palmas o Interins. Pref. Tenerife, como equipos de Canarias que desciendan de la Segunda División RFEF a Tercera División RFEF. También puede ocurrir que algunos de los equipos del grupo clasificados para el playoff logre el ascenso a la Segunda División RFEF, en cuyo caso ascenderían a Tercera División RFEF tantos conjuntos de Interins. Pref. Las Palmas o Interins. Pref. Tenerife como clubes hayan logrado el ascenso a Segunda División RFEF.

### Equipos filiales
Los equipos filiales pueden participar en Tercera División RFEF si sus primeros equipos compiten en una categoría superior de la Liga —Primera División, Segunda División, Primera División RFEF o Segunda División RFEF—. Los filiales y sus respectivos primeros equipos no pueden competir en la misma categoría; por ello, si un equipo desciende a Segunda División RFEF y su filial queda primero o gana los playoff de ascenso a esta categoría, deberá quedarse obligatoriamente en Tercera División RFEF. Del mismo modo, un filial que se haya clasificado para la fase de ascenso a Segunda División RFEF no puede disputarla si el primer equipo milita en dicha categoría. En este caso, lo sustituye el sexto clasificado. Esto no será así si el primer equipo milita en Segunda División RFEF, pero se clasifica para la fase de ascenso a Primera División RFEF.

## Equipos participantes
La Tercera Federación 2021-22 fue disputada por los siguientes equipos:
La Tercera Federación 2022-23 fue disputada por los siguientes equipos:

La Tercera Federación 2023-24 fue disputada por los siguientes equipos:
La Tercera Federación 2024-25 fue disputada por los siguientes equipos:
La Tercera Federación 2025-26 es disputada por los siguientes equipos:

## Clasificación histórica
Actualizado=2 de julio de 2025
| Pos | Ban                 | Equipo                       | Temp | Ptos | PJ  | PG | PE | PP | GF  | GC  | DG  | Cam | Sub | Pro | Asc |
| --- | ------------------- | ---------------------------- | ---- | ---- | --- | -- | -- | -- | --- | --- | --- | --- | --- | --- | --- |
| 1   | Bandera de Canarias | U.D. Lanzarote               | 5    | 227  | 130 | 64 | 35 | 31 | 199 | 114 | 85  | 0   | 2   | 2   | 0   |
| 2   | Bandera de Canarias | U. D. Las Palmas Atl.        | 3    | 200  | 98  | 57 | 29 | 12 | 183 | 69  | 114 | 1   | 0   | 2   | 1   |
| 3   | Bandera de Canarias | C. D. Tenerife "B"           | 3    | 186  | 96  | 54 | 24 | 18 | 161 | 86  | 75  | 1   | 0   | 1   | 1   |
| 4   | Bandera de Canarias | Arucas C. F.                 | 5    | 185  | 130 | 50 | 35 | 45 | 170 | 144 | 26  | 0   | 0   | 1   | 0   |
| 5   | Bandera de Canarias | U. D. Villa de Santa Brígida | 5    | 180  | 130 | 47 | 39 | 44 | 158 | 141 | 17  | 0   | 0   | 2   | 0   |
| 6   | Bandera de Canarias | C. D. CRI Santa Úrsula       | 5    | 173  | 130 | 45 | 38 | 47 | 141 | 151 | -10 | 0   | 0   | 0   | 0   |
| 7   | Bandera de Canarias | C. D. Marino                 | 5    | 168  | 130 | 47 | 27 | 56 | 160 | 172 | -12 | 0   | 0   | 0   | 0   |
| 8   | Bandera de Canarias | C. D. Unión Sur Yaiza        | 4    | 159  | 96  | 46 | 21 | 29 | 144 | 111 | 33  | 0   | 0   | 1   | 1   |
| 9   | Bandera de Canarias | C. F. Panadería Pulido       | 4    | 152  | 98  | 40 | 32 | 26 | 133 | 106 | 27  | 0   | 0   | 1   | 0   |
| 10  | Bandera de Canarias | U. D. Tamaraceite            | 4    | 142  | 98  | 39 | 25 | 34 | 123 | 118 | 5   | 0   | 0   | 1   | 0   |
| 11  | Bandera de Canarias | U. D. San Fernando           | 3    | 124  | 64  | 36 | 16 | 12 | 97  | 45  | 52  | 0   | 1   | 2   | 0   |
| 12  | Bandera de Canarias | U. D. Ibarra                 | 3    | 121  | 98  | 32 | 25 | 41 | 115 | 143 | -28 | 0   | 0   | 1   | 0   |
| 13  | Bandera de Canarias | C. D. Herbania               | 4    | 121  | 100 | 31 | 28 | 41 | 90  | 120 | -30 | 0   | 0   | 0   | 0   |
| 14  | Bandera de Canarias | Estasur Buzanada             | 3    | 115  | 100 | 31 | 22 | 47 | 91  | 129 | -38 | 0   | 0   | 0   | 0   |
| 15  | Bandera de Canarias | C. D. Mensajero              | 3    | 114  | 64  | 34 | 12 | 18 | 103 | 73  | 30  | 1   | 0   | 1   | 1   |
| 16  | Bandera de Canarias | C. D. La Cuadra              | 3    | 105  | 96  | 27 | 24 | 45 | 121 | 145 | -24 | 0   | 0   | 0   | 0   |
| 17  | Bandera de Canarias | U. D. Gran Tarajal           | 3    | 96   | 96  | 23 | 27 | 46 | 96  | 143 | -47 | 0   | 0   | 0   | 0   |
| 18  | Bandera de Canarias | San Bartolomé C. F.          | 3    | 87   | 68  | 20 | 27 | 21 | 86  | 77  | 9   | 0   | 0   | 0   | 0   |
| 19  | Bandera de Canarias | U. D. Las Palmas "C"         | 2    | 58   | 32  | 18 | 4  | 10 | 47  | 30  | 17  | 0   | 1   | 1   | 0   |
| 20  | Bandera de Canarias | C. D. Atlético Paso          | 1    | 59   | 32  | 17 | 8  | 7  | 44  | 27  | 17  | 1   | 0   | 0   | 1   |
| 21  | Bandera de Canarias | C. F. Unión Viera            | 2    | 48   | 66  | 11 | 15 | 40 | 50  | 117 | -67 | 0   | 0   | 0   | 0   |
| 22  | Bandera de Canarias | Estrella C. F.               | 2    | 47   | 64  | 11 | 14 | 39 | 49  | 122 | -73 | 0   | 0   | 0   | 0   |
| 23  | Bandera de Canarias | S. D. Tenisca                | 2    | 42   | 32  | 11 | 9  | 12 | 38  | 43  | -10 | 0   | 0   | 0   | 0   |
| 24  | Bandera de Canarias | C. D. Vera                   | 1    | 40   | 32  | 12 | 4  | 16 | 27  | 37  | -10 | 0   | 0   | 0   | 0   |
| 25  | Bandera de Canarias | C. D. Arcángel San Miguel    | 1    | 37   | 34  | 10 | 7  | 17 | 36  | 54  | -18 | 0   | 0   | 0   | 0   |
| 26  | Bandera de Canarias | Atl. Victoria                | 1    | 32   | 34  | 8  | 8  | 18 | 33  | 53  | -20 | 0   | 0   | 0   | 0   |
| 27  | Bandera de Canarias | U. D. Los Llanos de Aridane  | 1    | 28   | 34  | 7  | 7  | 20 | 25  | 52  | -27 | 0   | 0   | 0   | 0   |
| 28  | Bandera de Canarias | U. D. Teror Balompié         | 1    | 26   | 34  | 6  | 8  | 20 | 29  | 67  | -38 | 0   | 0   | 0   | 0   |
| 29  | Bandera de Canarias | U. D. Las Zocas              | 1    | 13   | 32  | 3  | 4  | 25 | 22  | 64  | -50 | 0   | 0   | 0   | 0   |
| 30  | Bandera de Canarias | U. D. Telde                  | 2    | 0    | 0   | 0  | 0  | 0  | 0   | 0   | 0   | 0   | 0   | 0   | 0   |
| 30  | Bandera de Canarias | C. D. Tenerife "C"           | 2    | 0    | 0   | 0  | 0  | 0  | 0   | 0   | 0   | 0   | 0   | 0   | 0   |

## Palmarés
Nota: indicados en negrita los clubes que continúan en activo así como las temporadas en las que también consiguió el ascenso a Tercera División.
| Club                      | Títulos | Años    |
| ------------------------- | ------- | ------- |
| C. D. Atlético Paso       | 1       | 2021-22 |
| C. D. Mensajero           | 1       | 2022-23 |
| C. D. Tenerife "B"        | 1       | 2023-24 |
| U. D. Las Palmas Atlético | 1       | 2024-25 |

### Por temporada
| Temporada | Campeón                   | Subcampeón           | Tercero               | Cuarto                    | Quinto                       |
| --------- | ------------------------- | -------------------- | --------------------- | ------------------------- | ---------------------------- |
| 2021-22   | C. D. Atlético Paso       | U. D. Las Palmas "C" | C. D. Tenerife "B"    | Arucas C. F.              | U. D. Villa de Santa Brígida |
| 2022-23   | C. D. Mensajero           | U. D. Lanzarote      | U. D. San Fernando    | U. D. Las Palmas Atlético | U. D. Villa de Santa Brígida |
| 2023-24   | C. D. Tenerife "B"        | U. D. Lanzarote      | C. D. Unión Sur Yaiza | U. D. Las Palmas Atlético | C. F. Panadería Pulido       |
| 2024-25   | U. D. Las Palmas Atlético | U. D. San Fernando   | U. D. Tamaraceite     | U. D. Ibarra              | C. D. Mensajero              |